# ミヨックク
ミヨックㇰ（朝: 미역국）は、朝鮮半島のスープの一種。朝鮮料理のスープである「グㇰ」にワカメを入れたものである。日本語表記としてわかめスープ、ワカメスープが用いられることもある。

## 概要

### 歴史
ミヨックㇰがいつ頃から食べられるようになったのかは定かではないが、ワカメそのものは古くから食べられていたと考えられている。ワカメが文献資料に現れるのは11世紀頃である。1123年に宋の徐兢が編纂した『宣和奉使高麗図経』に、身分の貴賤に関わらずワカメを多く消費しているという趣旨の記述がある。また、1451年に完成した『高麗史』には王が王子にワカメの漁場を賜ったとある。『朝鮮王朝実録』の中の世宗実録には王家に男子が誕生するとワカメやノリなどの海藻類をとるための道具が下賜された記述があり、1600年頃に許筠が記した『屠門大嚼』にも早取りのワカメについての記述がある。ワカメは養殖技術が確立されるまでは高級食材であった。
李氏朝鮮（1392年 - 1897年）の宮廷料理には藿湯（クァクタン）としてミヨックㇰ同様の料理が存在してたことが知られている。

### レシピとバリエーション
ワカメがメインの朝鮮料理。発祥の地は韓国。『Koreana』誌に掲載されたレシピの一例について述べる。鍋にごま油を引き、戻して水気を切った乾燥ワカメと牛肉をいためる。ワカメと牛肉から出汁が出たら水を加え、朝鮮醤油と塩で味を付ける。30分以上煮込むと完成。出来立てを食べるよりも、うま味が溶け出している二回目・三回目の方が美味だとされる。
牛肉に代えてアサリやムール貝、シオフキといった魚介類が使われることも多い。ムール貝を用いたものはホンハプミヨックㇰ、アマダイを用いたものはオットムミヨックㇰ、ウニを用いたものはソンゲアルミヨックㇰ、カレイを用いたものはカジャミミヨックㇰ、マガレイを用いたものはチャムガジャミミヨックㇰといったように呼び名が変わることもある。タチウオを入れたカルチミヨックㇰ、干しだらを入れたプゴミヨックㇰ、アワビを入れたチョンボクミヨックㇰもある。

## 民俗の中のミヨックㇰ
朝鮮半島では「乳の出が良くなる」として、産後の女性にミヨックㇰを勧める習慣がある。現在でも出産の準備にはワカメは欠かせないものとされており、妊婦が食べる干しワカメは広くて長いものを選び、値切らずに買う。買ったワカメを折ると難産になるというので折ることはない。ここから転じて、自分を産んでくれた母への感謝を込めて誕生日に食べるスープとされている。
ただし、ワカメはつるつるしていて滑りやすいことから、受験などの大切な試験の前にはミヨックㇰを食べることは縁起が悪いとされている。なお、朝鮮語でも日本語と同様、「受験に失敗する」ことを「滑る」という動詞で表現する。受験や面接に失敗すると「ミヨックㇰを食べた」と表現することもある。